# Aleuroclava montanus
Aleuroclava montanus es un hemíptero de la familia Aleyrodidae, con una subfamilia: Aleyrodinae. Fue descrita científicamente en 1939 por Takahashi.